# Мануел де Оливейра
Мануел Кандидо Пинто де Оливейра (на португалски: Manoel Candido Pinto de Oliveira) е португалски филмов режисьор, смятан за режисьора, който до най-късна възраст е продължил творческата си кариера. Негово дело са над 50 филма, като действията на много от тях се развиват в родния му град Порто.

## Биография
Мануел де Оливейра е роден на 11 декември 1908 година в Порто в семейството на заможни индустриалци. Поначало се готвел за актьор, но през 1931 година, още по времето на нямото кино, прави режисьорския си дебют с късометражен ням документален филм за крайречните работници в родния си град. Първия си игрален филм прави през 1942 година.
По време на диктатурата на Салазар появите му в киното са само спорадични, но от 1981 година де Оливейра режисира приблизително по един филм на година. Един от по-популярните му филми „O Convento“ (1995) е с Джон Малкович и Катрин Деньов в главните роли. Двамата отново се срещат във филм на де Оливейра през 2001 година в „Je rentre à la maison“ и през 2003 година в „Um Filme Falado“. Друг от по-известните му филми е „Belle Toujours“ (2006), своеобразно продължение на „Дневна красавица“ на режисьора Луис Бунюел.
През 2008 година на Кинофестивала в Кан де Оливейра получава почетна „Златна палма“ за цялостно творчество за „съчетаването на естетическо съзерцание и технологични иновации“.
Де Оливейра оставя инструкции филма му от 1982 година „Memories and Confessions“, да бъде излъчен едва след смъртта му. Режисьорът почива в Порто на 2 април 2015 г. на 106-годишна възраст.